# Heliura pierus
Heliura pierus är en fjärilsart som beskrevs av Pieter Cramer 1782. Heliura pierus ingår i släktet Heliura och familjen björnspinnare. Inga underarter finns listade i Catalogue of Life.

## Bildgalleri

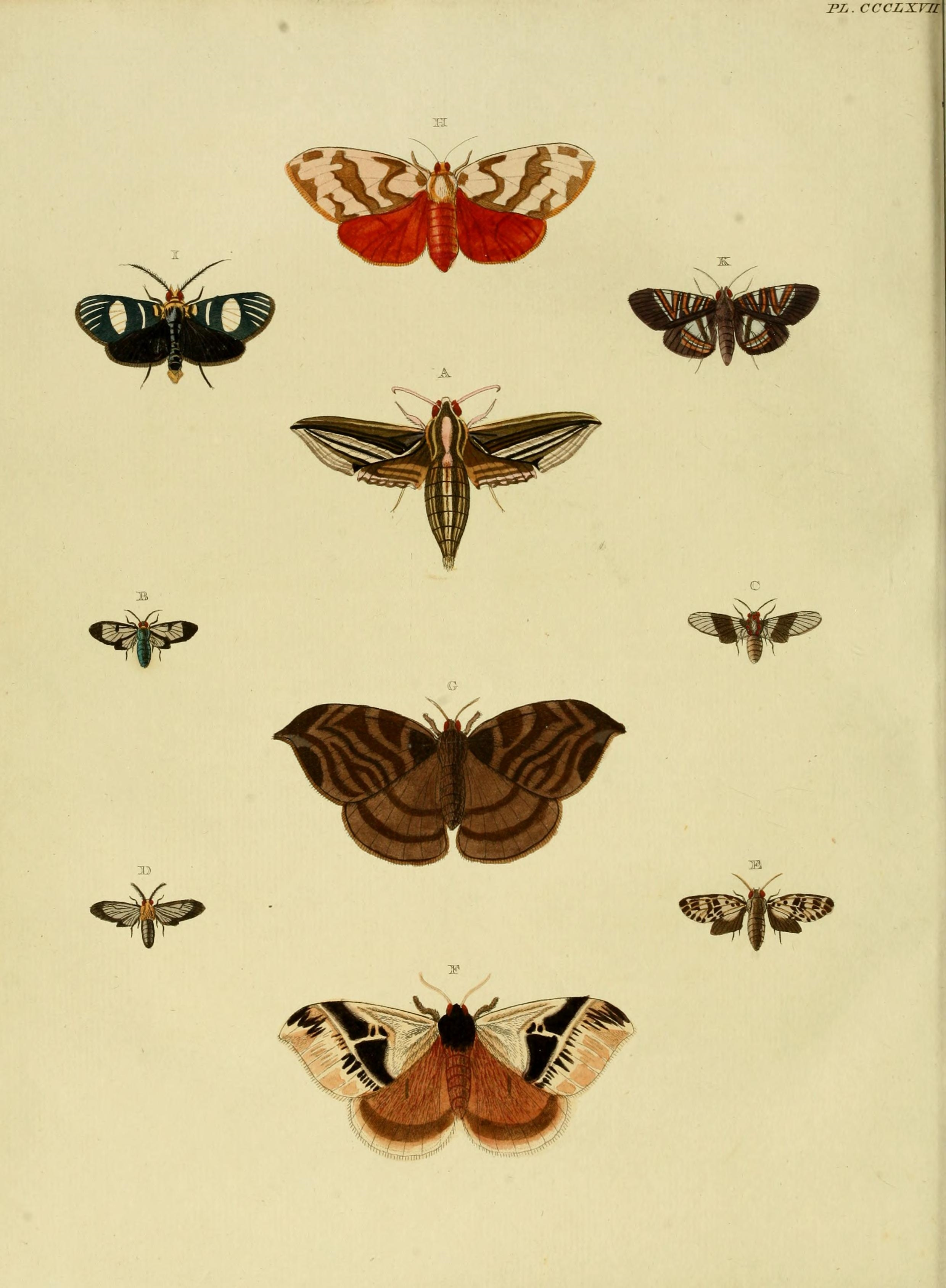